# Dicentria lerma
Dicentria lerma är en fjärilsart som beskrevs av William Schaus 1921. Dicentria lerma ingår i släktet Dicentria och familjen tandspinnare. Inga underarter finns listade i Catalogue of Life.